# Cola heterophylla
Cola heterophylla är en malvaväxtart som först beskrevs av Ambroise Marie François Joseph Palisot de Beauvois, och fick sitt nu gällande namn av Heinrich Wilhelm Schott och Endl.. Cola heterophylla ingår i släktet Cola och familjen malvaväxter. Inga underarter finns listade i Catalogue of Life.